# Émile Daumont
Ne doit pas être confondu avec Émile Daumont-Tournel.
Émile Daumont, dit aussi Émile-Florentin Daumont (1834 à Montereau-Fault-Yonne - 1921 à Melun), est un peintre, dessinateur, graveur et lithographe.

## Biographie
Émile Daumont est né le 20 février 1834 à Montereau-Fault-Yonne.
Il étudie le dessin et la gravure puis expose pour la première fois au salon de 1870.
Après 1872, il produit des chromolithographies de qualité pour la revue l'Encyclopédie d'architecture, notamment Le buffet du chemin de fer d'Orléans de Louis Renaud en 1873 et des lithographie reproduisant des détails décoratifs de l'Usine Meunier.
Il devient sociétaire de la Société des artistes français.
Émile Daumont meurt à son domicile, 20 rue de l'Éperon à Melun le 25 juin 1921. il est inhumé, au cimetière nord de Melun, avec son épouse Cécile Chevalier (1835-1914) également graveur.

## Œuvre

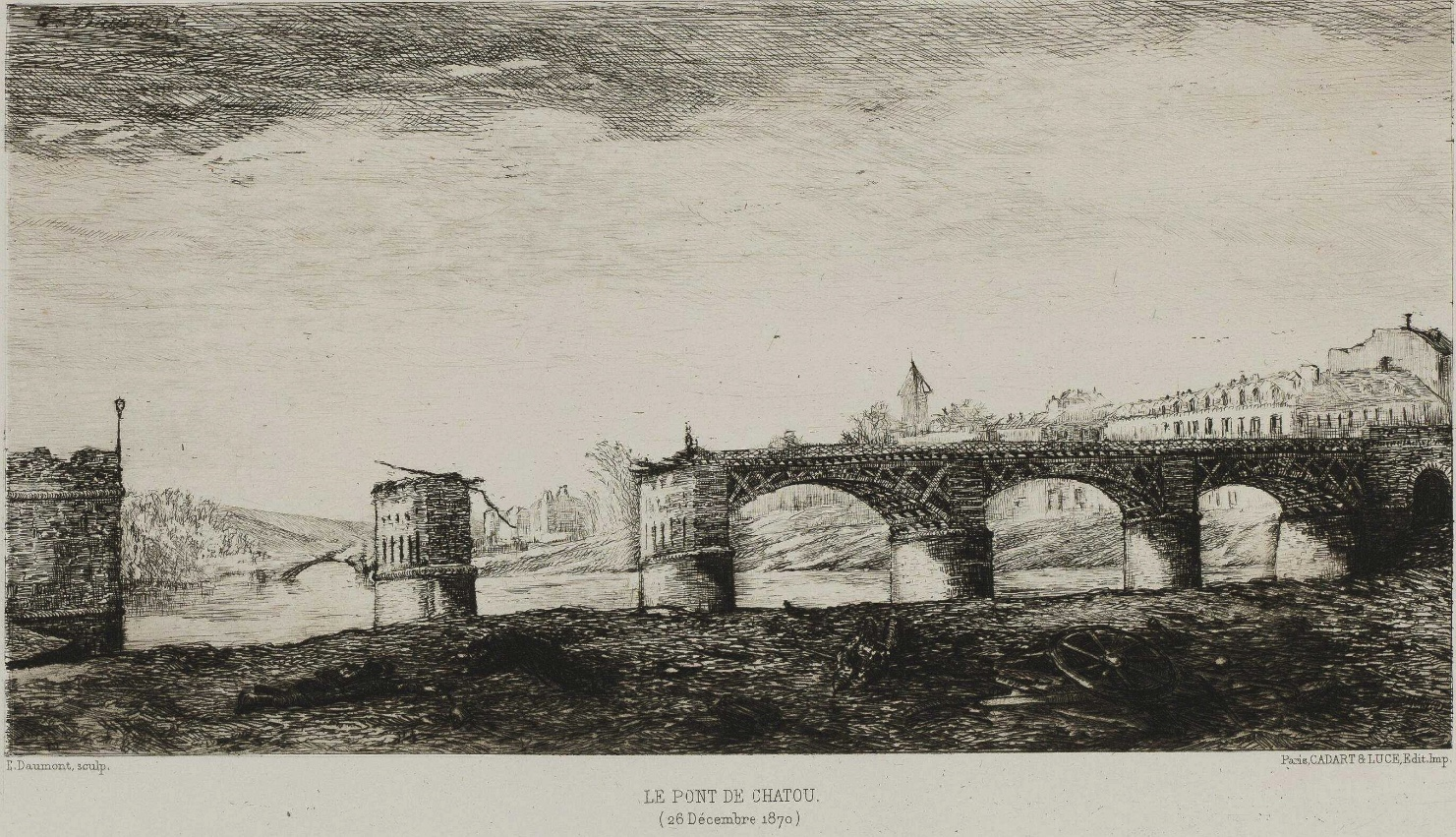
Le Pont de Chatou (26 décembre 1870).

### Tableaux
- 1914, portrait de Madame Emile Daumont, musée municipale de Melun[6].

### Gravures
- 1870, Le pont de Chatou, eau-forte (26 décembre 1870)[7].
- 1882, Vue prise sur la butte Montmartre d'après Alexandre Defaux, musée Rodin[8].
- 1886, Perros Guirec, musée Rodin[9].